# جیمی دیل (بازیکن فوتبال)
جیمی دیل (انگلیسی: Jimmy Dale; July qtr. 1870 – January qtr. 1948 (aged 77)) بازیکن فوتبال اهل بریتانیا بود.
از باشگاه‌هایی که در آن بازی کرده‌است می‌توان به باشگاه فوتبال استوک سیتی، باشگاه فوتبال ساوت‌همپتون، و باشگاه فوتبال ساندرلند اشاره کرد.